# Susana Martinez
Pour les articles homonymes, voir Martinez.
Susana Martinez, née le 14 juillet 1959 à El Paso (Texas), est une femme politique américaine. Membre du Parti républicain, elle est gouverneure du Nouveau-Mexique de 2011 à 2019. Elle est la première femme à accéder à la fonction, ainsi que la première femme hispanique gouverneur aux États-Unis. Elle fut auparavant procureure du 3e district judiciaire de l'État, couvrant le comté de Doña Ana, de 1997 à 2011.

## Opinions politiques

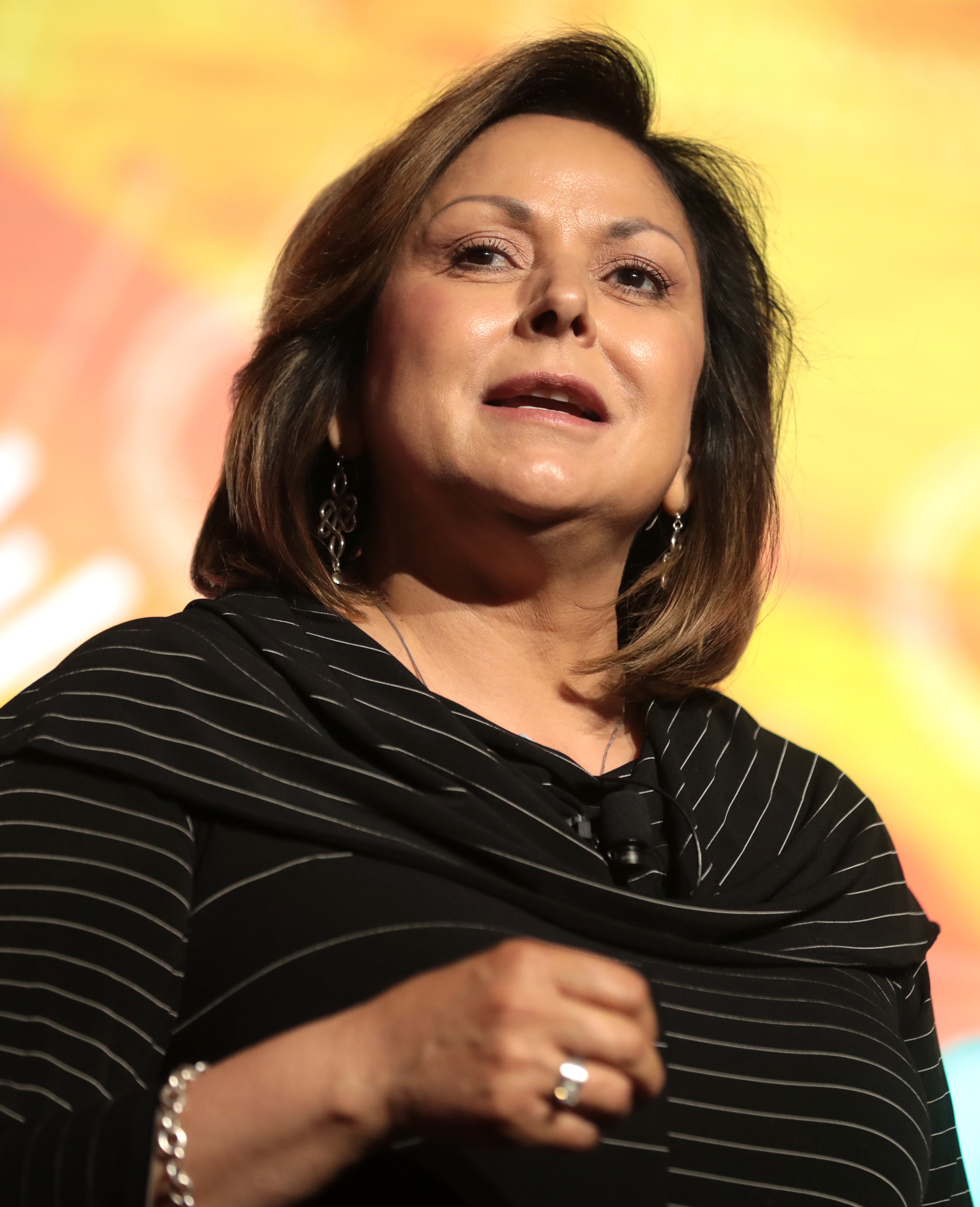
Susana Martinez.

Selon son site de campagne 2010 au poste de gouverneur, Susana Martinez est anti-IVG, opposée à l'avortement choisi. Elle est favorable aux lois prévoyant d'avertir les parents pour les moins de 13 ans qui demandent un avortement. Elle est également opposée au mariage homosexuel. Elle est également en faveur d'un budget équilibré et d'une baisse des dépenses du gouvernement. Elle préconise de déposer l'argent des contribuables dans un fonds de réserve utilisable en cas de besoin, et de rembourser les contribuables en vue de stimuler la croissance.
Elle promet de remanier le plan d'éducation de l'État en investissant dans l'enseignement privé. Elle souhaite agir pour que soient abrogées les lois de l'État qui donnent accès au permis de conduire aux immigrants clandestins, et pour que soit refusé aux enfants des immigrants clandestins l'accès à l'enseignement supérieur par le biais des bourses d'études par loterie du Nouveau-Mexique. Elle s'oppose au programme de marijuana médicale du Nouveau-Mexique, mais elle précise qu'abroger la loi existante du Nouveau-Mexique n'est pas une priorité.
Après son entrée en fonction, elle encourage une augmentation de l'investissement privé pour compléter le financement par l'État des 212 millions de dollars du projet Spaceport America. Pour mener à bien cette entreprise, elle nomme un conseil d'administration entièrement renouvelé pour superviser la Spaceport Authority.
Elle est considérée comme faisant partie d'une nouvelle génération de personnalités politiques républicaines d'origine immigrée, comme la gouverneure de Caroline du Sud Nikki Haley ou le sénateur de Floride Marco Rubio.